# Béssos
Béssos (řecky Βήσσος ; ? – 329 př. n. l., Ekbatany) byl příslušník perského vládnoucího rodu Achaimenovců a zhruba od roku 336 př. n. l. místodržitel Baktrie, provincie v dnešním Afghánistánu. V roce 330 př. n. l. byl hlavním strůjcem vraždy krále Dareia III., mnohokrát poraženého v boji s Alexandrem Velikým, a poté se sám prohlásil panovníkem pod jménem Artaxerxés IV. Jeho vláda nebyla nikdy uznávána v celé říši, kterou z větší části už kontroloval Alexandr.

## Politický vzestup
O Béssově životě před nástupem do funkce místodržitele (satrapy) není nic známo. Za své postavení vděčil podle zpráv antických historiků Dareiovi III., který po pádu eunucha Bagoa patrně nově přerozdělil klíčové pozice ve správě.
Dareios začal poměrně brzy Béssovi nedůvěřovat a po prohrané bitvě u Issu ho povolal do Babylónu, kde shromažďoval jednotky k dalšímu střetnutí s Alexandrem Velikým. Během bitvy u Gaugamél v říjnu 331 př. n. l. velel Béssos levému křídlu perských vojsk – baktrijským jezdcům, jednotkám ze Sogdiany a obrněným sackým bojovníkům. Ačkoli v přiděleném úseku stál přímo proti makedonskému králi, antičtí historikové neříkají nic o jeho osobním podílu na bitvě.
Vzhledem k Alexandrovu vítězství uprchl s Dareiem na východ také Béssos a v médské metropoli Ektabanech se stal jedním z těch, kteří prosazovali další ústup. V čele baktrijských jednotek pak odtáhl z města, provázen významným dvořanem Nabarzanem, zastávajícím funkci chiliarcha. Oba byli rozhodnuti ukončit vládu neúspěšného Dareia, proto krále zajali a vezli ho v poutech s sebou. Původní úmysl vydat ho Alexandrovi se jim nezdál vhodný, místo toho bezmocného krále v červenci 330 př. n. l. zavraždili a Béssos rychle odešel do Baktrie, kde se dal koncem léta provolat perským králem.

## Vláda
Změnu na trůně vedle Nabarzana podpořili satrapa Arachosie Barsaentés, satrapa Arie Satibarzanés, velmož ze Sogdiany Oxyartés a urozený šlechtic Spitamenés, původem z Baktrie či Sogdiany. S jejich pomocí sestavil nový král početné vojsko a chystal se dál vést válku s Alexandrem. Situace v říši byla velmi vážná, neboť makedonský král pokračoval v postupu na východ a většina provincií se nacházela v jeho rukou. Pro Béssa byla v daný moment důležitá zejména legitimita – z tohoto důvodu přijal „královské“ jméno Artaxerxés a užíval všech panovnických insignií včetně tiáry.
Na jaře 329 př. n. l. překročil Alexandr Hindúkuš, vpadl do nitra Baktrie, a ačkoli se dala očekávat dlouhá válka, satrapii obsadil, aniž narazil na odpor. Béssos uprchl přes tok Amudarji do Nautaky v Sogdianě, kde musel čelit podobné opozici jako kdysi Dareios III. V očích straníků jako vojevůdce selhal a dva z nich, Spitamenés a Datafernés, ho uvěznili a nabídli jako zajatce Alexandrovi. Po určitých zmatcích se Béssa zmocnil Ptolemaios, makedonský důstojník a pozdější egyptský král.
Alexandr nařídil zajatce zbičovat, převézt do Baktrie a předat Dareiovu bratru Oxyathrovi. Ten ho v Ektabanech nechal nesmírně krutým způsobem popravit – buď čtvrcením, nebo ukřižováním, prameny nejsou v této otázce jednotné.